# Loris Fortuna
Loris Fortuna (Breno, province de Brescia, 22 janvier 1924 - Rome, 5 décembre 1985) était un homme politique italien, connu pour avoir, dans les années 1960, initié la réforme du divorce en Italie.

## Biographie
Loris Fortuna est devenu député une première fois lors de la IVe législature en 1963 au sein de l'ancien Parti socialiste italien. Dès 1965 il présente une proposition de loi sur le divorce dont il est le premier signataire. Ce n'est que lors de la Ve législature (1968-1972) qu'il pourra la défendre et la faire devenir une loi de la République. Il s'occupe également du droit de la famille et demande la suppression des annulations automatiques des mariages faisant suite aux décisions de la Sacra Rota.
Dans la législature suivante (1972-1976) le député socialiste (qui fait aussi partie du Parti radical) propose une loi sur l'avortement (dépénalisé). En 1979, il demande la révision du divorce, avec une séparation nécessaire réduite à deux ans (au lieu de 5). En 1984, il défend la protection de la dignité du malade et la régulation de l'euthanasie passive.
Son nom est à nouveau cité comme référence morale dans le mouvement Rose au poing créé en 2005.